# Carpilius corallinus
Carpilius corallinus är en kräftdjursart som först beskrevs av J. F. W. Herbst 1783.  Carpilius corallinus ingår i släktet Carpilius och familjen Carpiliidae. Inga underarter finns listade i Catalogue of Life.

## Bildgalleri

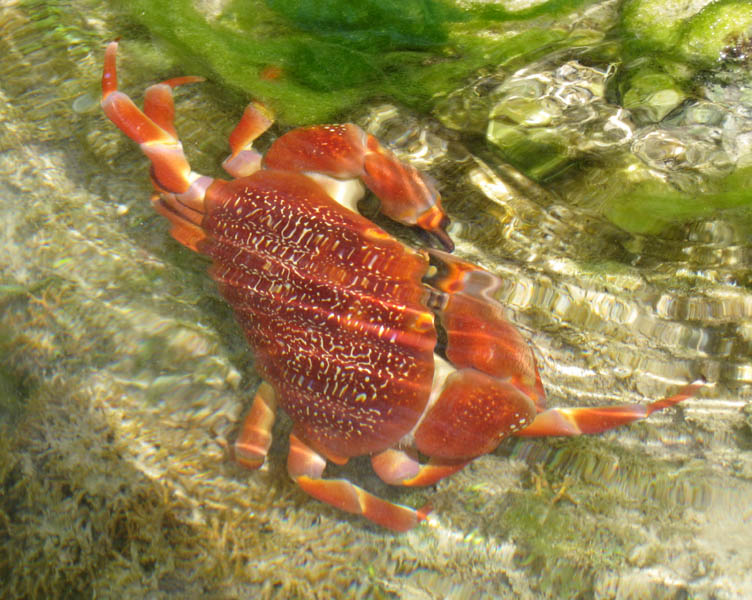